# Desmond Harrington
Desmond Harrington (Savannah, Georgia, 1976. október 19. –) amerikai színész. 
Ismert filmjei közé tartozik A gödör (2001), A szellemhajó (2002) és a Halálos kitérő (2003).
A Dexter című drámasorozatban 2008 és 2013 között Joseph Quinn nyomozó alakította. A 2010-es évek folyamán fontosabb televíziós szereplései voltak a Gossip Girl – A pletykafészek, valamint a Sherlock és Watson című tévéműsorokban.

## Élete és pályafutása
Harrington a georgiai Savannahban született, és a New York-i Bronxban nőtt fel. Első szerepe Aulon volt Luc Besson Jeanne d’Arc – Az orléans-i szűz (1999) című filmjében. Nem sokkal később olyan filmekben kapott kiemelkedő szerepeket, mint A gödör (2001), A szellemhajó (2002) és a Halálos kitérő (2003). Továbbá szerepelt Steven Spielberg Harmadik típusú emberrablások című sci-fi drámájában is, amelyben a földönkívüliek által elrabolt Jesse Keys-t alakította.

## Filmográfia

### Film
| Év   | Cím                              | Eredeti cím                             | Szerep          | Magyar hang     |
| ---- | -------------------------------- | --------------------------------------- | --------------- | --------------- |
| 1999 | Jeanne d’Arc – Az orléans-i szűz | The Messenger: The Story of Joan of Arc | Aulon           | Dévai Balázs    |
| 2001 | Fiúk az életemből                | Riding in Cars With Boys                | Bobby           |                 |
| 2001 | A gödör                          | The Hole                                | Mike Steel      | Dányi Krisztián |
| 2001 |                                  | My First Mister                         | Randy           |                 |
| 2002 |                                  | Life Makes Sense If You're Famous       | Jay             |                 |
| 2002 | A szellemhajó                    | Ghost Ship                              | Ferriman        | Takátsy Péter   |
| 2002 | Katonák voltunk                  | We Were Soldiers                        | Bill Beck       |                 |
| 2003 | Halálos kitérő                   | Wrong Turn                              | Chris Finn      | Simonyi Balázs  |
| 2003 | Műanyag szerető                  | Love Object                             | Kenneth Winslow | Pálmai Szabolcs |
| 2004 | Tripla kockázat                  | 3-Way                                   | Ralph           |                 |
| 2006 |                                  | Taphephobia                             | Mike Hollister  |                 |
| 2006 | Mindhalálig buli                 | Bottoms Up                              | Rusty           |                 |
| 2007 | Történetek Amerikáról            | Stories USA                             | Jay             |                 |
| 2009 | Szerelemóra                      | TIMER                                   | Dan             |                 |
| 2009 |                                  | Life Is Hot in Cracktown                | Benny           |                 |
| 2009 |                                  | Not Since You                           | Sam Nelson      |                 |
| 2012 | A sötét lovag – Felemelkedés     | The Dark Knight Rises                   | Uniform         |                 |
| 2016 | Neon démon                       | The Neon Demon                          | Jack McCarther  |                 |

### Televízió
| Év        | Magyar cím                       | Eredeti cím                  | Szerep                                   | Megjegyzések                                                       |
| --------- | -------------------------------- | ---------------------------- | ---------------------------------------- | ------------------------------------------------------------------ |
| 2002      | Harmadik típusú emberrablások    | Taken                        | Jesse Keys felnőttként                   | minisorozat (3 epizód)                                             |
| 2003–2004 | Dragnet – Gyilkossági akták      | L.A. Dragnet                 | Jimmy McCarron / Dexter McCarron nyomozó | főszereplő (2. évad)                                               |
| 2006      | Esküdt ellenségek: Bűnös szándék | Law & Order: Criminal Intent | Tim Rainey                               | 1 epizód                                                           |
| 2006      | Váltságdíj                       | Kidnapped                    | Kenneth Cantrell                         | 1 epizód                                                           |
| 2006–2007 |                                  | Sons & Daughters             | Wylie Blake                              | 9 epizód                                                           |
| 2007      | Ments meg!                       | Rescue Me                    | Troy Vollie                              | 8 epizód                                                           |
| 2008–2013 | Dexter                           | Dexter                       | Joseph Quinn nyomozó                     | visszatérő szerep (3. évad) főszereplő (4–8. évad)                 |
| 2009–2012 | Gossip Girl – A pletykafészek    | Gossip Girl                  | Jack Bass                                | visszatérő szerep (2-3. és 5. évad) vendégszereplő (4. és 6. évad) |
| 2012      | A törvény embere                 | Justified                    | Fletcher 'The Ice Pick' Nix              | 1 epizód                                                           |
| 2014      | A gyilkosnak ölni kell           | Those Who Kill               | Nico Bronte nyomozó                      | 3 epizód                                                           |
| 2015      |                                  | The Astronaut Wives Club     | Alan Shepard                             | 10 epizód                                                          |
| 2015      | Csúcshatás                       | Limitless                    | Casey Rooks ügynök                       | 3 epizód                                                           |
| 2016–2017 |                                  | Shooter                      | Lon Scott                                | 3 epizód                                                           |
| 2017      | Brooklyn 99 – Nemszázas körzet   | Brooklyn Nine-Nine           | Maldack rendőrtiszt                      | 1 epizód                                                           |
| 2017–2018 | A szélhámos                      | Sneaky Pete                  | Joe                                      | 6 epizód                                                           |
| 2018      | Sherlock és Watson               | Elementary                   | Michael Rowan                            | főszereplő (6. évad)                                               |
| 2020      | Manhunt                          | Manhunt                      | Louis Freeh, az FBI vezetője             | 7 epizód                                                           |

## Fordítás
- Ez a szócikk részben vagy egészben  a   Desmond Harrington című angol Wikipédia-szócikk fordításán alapul.  Az eredeti cikk szerkesztőit annak laptörténete sorolja fel. Ez a jelzés csupán a megfogalmazás eredetét és a szerzői jogokat jelzi, nem szolgál a cikkben szereplő információk forrásmegjelöléseként.